# Alan Uryga
Alan Uryga (ur. 19 lutego 1994 w Krakowie) – polski piłkarz występujący na pozycji pomocnika lub obrońcy. Od 2021 roku zawodnik Wisły Kraków, której jest kapitanem. Zdobywca Pucharu Polski w sezonie 2023/2024.

## Kariera klubowa

### Młodość i Wisła Kraków
Alan Uryga jest wychowankiem Wisły Kraków, choć kilka najmłodszych lat spędził w Hutniku Kraków. 7 kwietnia 2012, zadebiutował w pierwszym zespole Wisły w spotkaniu Ekstraklasy z Jagiellonią Białystok. W czerwcu 2013 roku przedłużył o trzy lata kontrakt z krakowskim klubem, co oznacza, że umowa obowiązywała do końca czerwca 2016 roku.

### Wisła Płock
4 września 2017, została opublikowana oficjalna wiadomość, że zawodnik związał się z płocką Wisłą dwuletnim kontraktem.

### Powrót do Wisły Kraków
31 stycznia 2021 krakowski klub poinformował o powrocie piłkarza. Uryga związał się z klubem umową, która od wejścia w życie 1 lipca 2021, będzie obowiązywała przez pięć najbliższych lat. 2 maja 2024 roku wraz z Wisłą Kraków zdobył Puchar Polski.

## Kariera reprezentacyjna
Uryga występował na wszystkich szczeblach juniorskich reprezentacji Polski. W październiku 2010 roku był kapitanem reprezentacji Polski U-17 w meczach pierwszej rundy eliminacyjnej Mistrzostw Europy U-17.

## Sukcesy

### Wisła Kraków
- Puchar Polskiː 2023/2024

## Statystyki kariery
Aktualne na dzień 30 stycznia 2021.
| Klub               | Sezon              | Rozgrywki          | Liga    | Liga   | Puchar kraju | Puchar kraju | Łącznie | Łącznie |
| Klub               | Sezon              | Rozgrywki          | Występy | Bramki | Występy      | Bramki       | Występy | Bramki  |
| ------------------ | ------------------ | ------------------ | ------- | ------ | ------------ | ------------ | ------- | ------- |
| Wisła Kraków       | 2011/12            | Ekstraklasa        | 1       | 0      | 1            | 0            | 2       | 0       |
| Wisła Kraków       | 2012/13            | Ekstraklasa        | 10      | 0      | 1            | 0            | 11      | 0       |
| Wisła Kraków       | 2013/14            | Ekstraklasa        | 8       | 0      | 0            | 0            | 8       | 0       |
| Wisła Kraków       | 2014/15            | Ekstraklasa        | 31      | 0      | 1            | 0            | 32      | 0       |
| Wisła Kraków       | 2015/16            | Ekstraklasa        | 24      | 0      | 1            | 0            | 25      | 0       |
| Wisła Kraków       | 2016/17            | Ekstraklasa        | 20      | 0      | 2            | 0            | 22      | 0       |
| Wisła Kraków       | Łącznie            | Łącznie            | 94      | 0      | 6            | 0            | 100     | 0       |
| Wisła Płock        | 2017/18            | Ekstraklasa        | 17      | 4      | 0            | 0            | 17      | 4       |
| Wisła Płock        | 2018/19            | Ekstraklasa        | 35      | 3      | 2            | 1            | 37      | 4       |
| Wisła Płock        | 2019/20            | Ekstraklasa        | 37      | 4      | 0            | 0            | 37      | 4       |
| Wisła Płock        | 2020/21            | Ekstraklasa        | 27      | 5      | 2            | 0            | 29      | 5       |
| Wisła Płock        | Łącznie            | Łącznie            | 116     | 16     | 4            | 1            | 120     | 17      |
| Łącznie w karierze | Łącznie w karierze | Łącznie w karierze | 254     | 16     | 10           | 1            | 264     | 17      |